# Kurt Knoll
Kurt Knoll (* 16. Juli 1958 in Ingweiler) ist ein ehemaliger deutscher Fußballspieler und -trainer.

## Karriere
Der Mittelfeldspieler begann seine Karriere bei der SpVgg Einöd-Ingweiler und wechselte 1978 in die 2. Bundesliga zum FC 08 Homburg. Drei Jahre später schloss er sich dem 1. FC Saarbrücken an. Obwohl er mit den Saarbrückern den Aufstieg in die Bundesliga schaffte, kehrte er 1985 wieder zu den Homburgern zurück und stieg dort wiederum in die 1. Liga auf. Die Saison 1986/87 spielte er in der 1. Bundesliga. Ab 1987 stand er wieder beim 1. FC Saarbrücken unter Vertrag, wo er bis 1990 spielte.
Insgesamt kam Knoll auf 30 Einsätze in der Bundesliga und 241 Spiele in der 2. Liga.
Ab der Saison 2010/2011 war Knoll Trainer von Borussia Neunkirchen in der Oberliga Südwest. Im Januar 2011 wurde er entlassen.